# ژیان‌مرغ گاوی
ژیان‌مرغ گاوی (نام علمی: Machetornis rixosa) یک گونه پرنده در تیرهٔ ژیان‌مرغان است. ین گونه تنها عضو از سردهٔ Machetornis است. روابط این گونه و سرده با دیگر گونه‌ها در مگس‌گیرهای ژیان‌مرغ نامشخص است. شبیه شاه‌مرغ مگس‌گیرهای ژیان‌مرغ است، اما این موضوع ممکن است در نتیجهٔ یکپارچه بودن باشد.